# Бистрица (река, впадает в Ионическое море)
Би́стрица (алб. Lumi i Bistricës) — река в южной Албании. Берёт исток у перевала Музина на склоне хребта Малит-те-Гере, у села Кронги впадает в водохранилище Бистрица (Liqeni i Bistricës), которое питается известным источником Сюри-и-Кальтер. Далее по трём деривационным трубопроводам вода отводится к станционному узлу ГЭС Бистрица 1. Раньше река впадала в озеро Бутринти, которое соединяется каналом Бутринти с проливом Керкира Ионического моря. В 1958 году был построен канал Чука (Kanali i Çukës), по которому река впадает в пролив Керкира южнее города Саранда.

## Этимология
Бистрица — название славянского происхождения, макед. бистар — «ясный, прозрачный, чистый, жидкий».

## ГЭС Бистрица 1 и 2
На реке построена деривационная ГЭС Бистрица 1 (3 агрегата, установленная мощность 23,1 МВт) и ГЭС Бистрица 2 (1 агрегат, установленная мощность 5 МВт).
Являются четвёртой и пятой ГЭС, построенными в Албании после Второй мировой войны. Работы по сооружению ГЭС Бистрица 1 начаты в 1958 году. На строительстве этих энергетических объектов было задействовано около 1300 рабочих, не обошлось без жертв. Чешские специалисты, строившие ГЭС, жили в посёлке Бистрица.
Электростанции введены в эксплуатацию в 1965 и 1966 годах.
Объём водохранилища Бистрица составляет 0,56 млн м³.
В 2003—2005 годах ГЭС Бистрица 1 реконструирована на сумму 13,5 млн евро, а ГЭС Бистрица 2 — в 2008 году на сумму 6,2 млн евро.
В 2012 году правительство начало процедуру приватизации электростанций. Покупателем стала в 2013 году компания Kürüm International, основанная в 1998 году турецкой сталепрокатной компанией Kürüm Demir. Компании принадлежит металлургический завод в Эльбасане. Компания является одним из крупнейших потребителей электроэнергии в стране, на её долю приходится около 7 % от потребления в стране.